# Адміністративний поділ Португалії
Адміністрати́вний по́діл Португа́лії — адміністративно-територіальний поділ Португалії. Чинний з 1976 року згідно з чинною Конституцією. Країна поділяється на округи (аналог українських областей) та автономні регіони. Коди округів та автономних регіонів містяться у стандарті ISO 3166-2:PT. Округи, в свою чергу, складаються з муніципалітетів, які поділються на міста та парафії. Муніципалітетів — 308, громад — 4257; першими керують муніципальні ради, другими — парафіяльні. За старим традиційним поділом країна поділялася на провінції (див. Провінції Португалії). Португалію також поділяють за статистичними одиницями NUTS 2-го і 3-го рівня, громадами, а також міжмуніципальні асоціації. Існують інші поділи вищого рівня неадміністративного порядку, специфічні за сферою діяльності (наприклад, туристичні регіони), а також технічного, історичного та культурного характеру. Було також декілька спроб виділити природні регіони, що на адміністративному рівні не мало успіху.

## Структура
- Португалія
  - Автономний регіон (regiões autónomas)
    -  Муніципалітет (município / concelho)
      - Парафія (freguesia)
        - Місто (cidade)
        - Містечко (vila)
        - Село (aldeia)
        -  Поселення (povoação) / Місцевість (lugar)

      - Місто (cidade)
      -  Містечко (vila)

  -  Округ (distrito)
    -  Муніципалітет (município / concelho)
      - Парафія (freguesia)
        - Місто (cidade)
        - Містечко (vila)
        - Село (aldeia)
        -  Поселення (povoação) / Місцевість (lugar)

      - Місто (cidade)
      - Містечко (vila)

## Автономні регіони
З 1976 року Португалія має 2 автономні регіони на Азорах і Мадейрі, віддалених від Континентальної Португалії. Автономні регіони, в свою чергу, поділяються на муніципалітети (19 на Азорах і 11 на Мадейрі).

## Округи
Округи, хоч і знаходяться в стадії зникнення в результаті процесу децентралізації, продовжують бути найважливішими одиницями поділу країни, забезпечуючи основу для цілого ряду використань адміністративного поділу, починаючи від виборчих округів і закінчуючи регіональними футбольними чемпіонатами.
18 сучасних округів Португалії (за алфавітом):
1. Авейру
2. Бежа
3. Брага
4. Браганса
5. Візеу
6. Віана-ду-Каштелу
7. Віла-Реал
8. Гуарда
9. Евора
10. Каштелу-Бранку
11. Коїмбра
12. Лейрія
13. Лісабон
14. Порталегрі
15. Порту
16. Сантарен
17. Сетубал
18. Фару

## Муніципалітети
Муніципалітети — базова одиниця адміністративно-територіального поділу країни. Поділяються на парафії. Мають у своєму складі міста, містечка та села. Називаються за іменем центрального міста, або містечка, розташованого в межах муніципалітету, де розміщені муніципальні органи влади. Станом на 2017 рік в країні нараховується 308 муніципалітетів.

## Міські агломерації

Оеште є одночасно міжмуніципальною асоціацією і NUTS 3-го рівня

Новий режим муніципального асоціативізму визначив поняття агломерацій (Закони 45/2008 і 46/2008, від 27 серпня 2008 року). Згідно з цими законами існують два типи міських агломерацій: міські агломерації (порт. Áreas Metropolitanas — AM) та міжмуніципальні асоціації (порт. Comunidades Intermunicipais — CIM). В свою чергу, міські агломерації міст Лісабона і Порту називають великими: Grande Área Metropolitana de Lisboa, Grande Área Metropolitana do Porto.
Міжмуніципальні асоціації утворюються на рівні муніципалітетів. Статути таких асоціацій затверджуються муніципальними асамблеями. Для прийняття нових муніципалітетів до складу вже створеної асоціації не потрібна згода членів останньої.
Прикладом міжмуніципальної асоціації є Оеште — до її складу входять муніципалітети Алкобаса, Аленкер, Арруда-душ-Віньюш, Бомбаррал, Кадавал, Калдаш-да-Раїнья (штаб-квартира), Лоурінья, Назаре,  Обідуш, Пеніш, Собрал-де-Монте-Аграсу, Торреш-Ведраш, що збігається з однойменним NUTS 3-го рівня (порт. Oeste). Частина цих муніципалітетів належить до Лісабонського округу, частина — до Лейрійського.

## Статистичні територіальні одиниціNUTS
Статистичні одиниці NUTS (порт. Nomenclatura de Unidades Territoriais para Fins Estatísticos; — Номенклатура територіальних одиниць для статистики) з'явились в Португалії порівняно недавно, у 1986. В основу цього поділу покладені континентальна частина і автономні регіони, як головні елементи, а також регіони і муніципалітети, як елементи для визначення одиниць NUTS 2-го і 3-го рівня. Поділ на округи у цьому випадку було проігноровано. Щороку одиниці NUTS набувають все важливішого значення, поступово витісняючи округи.
Усього в Португалії 3 одиниці NUTS 1-го рівня, 7 — 2-го, 28 — 3-го.